# Jankovich család (pribéri)

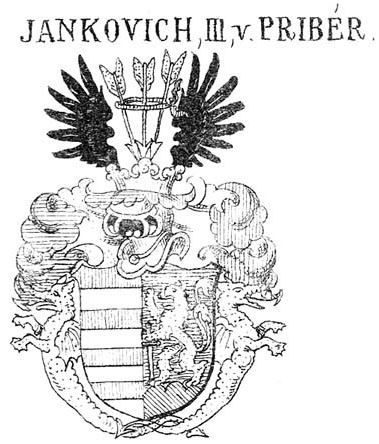
A pribéri és vuchini Jankovich család címere a Siebmacher-féle könyvből (1642)

A pribéri és vuchini nemes és gróf Jankovich család egy horvát származású magyar nemesi, majd főnemesi család.

## Története
A legkorábbi adatok a családról a XVII. századból valók, első ismert tagja Jankovich György, aki szlavetichi Orssich Ilonát vette feleségül. Orssich Ilona a Tahy birtokok örököse volt, így hozományként a Jankovichok kezébe nagy terület került. Jankovich Györgyné szlavetichi Orssich Ilonának a szülei szlavetichi Orssich Kristóf, földbirtokos és báró Tahy Margit voltak; Tahy Margit szülei pedig báró Tahy Ferenc (†1573), magyar királyi főlovászmester, földbirtokos és gróf Zrínyi Ilona voltak. Orssich Kristófné Tahy Margitnak az anyai nagybátyja gróf Zrínyi IV. Miklós (1508–1566), a szigetvári hős, a költő és hadvezér.
Jankovich György és Orssich Ilona fiai 1642. február 20-án III. Ferdinándtól címerújítást kaptak. György három fia közül csak Jankovich Jánosnak (fl. 1642), földbirtokos, Alsólendva kapitányának voltak leszármazottai. Jankovich János feleségül vette brukunyeveczi Mikulics Éva kisasszonyt, akitől született fia Jankovich István (†1708. május 25.), földbirtokos. Jankovich István hitvese nagygörbői Szűcs Katalin asszony. Jankovich István életének nagy részét a birtokügyek rendezése annyira lekötötte, hogy csak fia, az ifjabbik Jankovich István  (†1750) tudta befejezni. A Jankovich család ősi fészke Pregradához tartozó Kosztel; a Pregrada település eltorzult neve után a Jankovich család használja az első nemesi előnevét: "pribéri"-t.
Ez az ifjabb Jankovich István (†1750), 1714-től már Somogy vármegye főszolgabírája volt, ezzel a családból az első volt, aki a közügyekben is részt vett. Kétszer nősült meg: először elvette biszági Geréczy Katalint, biszági Geréczy Ádám és báró ákosházi Sárkány Krisztina lányát, majd 1744. április 9.-én Szőlősgyörökön kesselőkeői Majthányi Viktória bárónőt vette el. Az ekkor már hatalmasra duzzadt birtokok egy részét lányai hozományként elvitték, de fiának, Jankovich Antalnak így is bőven maradt. A rendkívüli tehetős köznemes pribéri Jankovich Antal (1730-1765), horvátországi követ, királyi tanácsos, földbirtokos, 1752. november 9.-én vette el Csabrendeken galánthai Fekete Júlia (1734-1815) úrleányt, galánthai Fekete József és séllyei Nagy Erzsébet lányát. A Mária Terézia kori úrbérrendezésen, Jankovich Antal özvegye 15 úrbéri birtokkal rendelkezett Somogy vármegyében: összesen 2869 úrbéri holdja, 263 jobbágya és 88 zsellére volt. A házasságukból egy leány- és egy fiúgyermek született: Jankovich Mária Anna (1752-1823), gróf trakostyáni Draskovich Ferenc Xavér (1756-1817) felesége, és pribéri Jankovich János (1754-1817). Jankovich Antal korai halála után özvegye vigyázott a családi vagyonra, majd fia Jankovich János (1754-1817) egy tekintélyes örökséget szerzett meg. Jankovich János (1754-1817) 1779. október 1.-én vette el a főnemesi származású báró Püchler Terézia (1758-1852) kisasszonyt. Özvegy pribéri Jankovich Jánosné báró Püchler Terézia 1820. július 20-án I. Ferenc magyar királytól birtokadományt szerzett a verőcei "Vuchin" földbirtokra. Innentől fogva a nemesi család a "pribéri és vuchini" nemesi előneveket használta.
Jankovich János és báró Püchler Terézia házasságából két fiúgyermek született: ifjabb Jankovich Antal (1784-1849), akinek a neje gróf németújvári Batthyány Alojzia (1787-1820); a másik fia, Jankovich István (1793-1865) volt, aki elvette báró Laffert Amália (1800-1828) kisasszonyt. János gyermekeivel a család két ágazatra szakadt, Antal és István ágára. Ifjabb Jankovich Antal (1784-1849) helytartótanácsi titkár, kamarás és aranysarkantyús vitéz volt, fia Jankovich László (1816-1895), Verőce és Somogy vármegye főispánja lett, feleségül vette vizeki Tallián Rozáliát  (1823-1890), akinek az atyja vizeki Tallián Boldizsár (1781-1834) császári és királyi kamarás, Somogy vármegye alispánja, táblabíró volt. 1885-ben Jankovich László grófi rangra emelkedett.
Gróf pribéri és vuchini Jankovich László unokatestvére, azaz Jankovich István és báró Laffert Amália gyermeke, Jankovich-Bésán József (1825–1914), öreglaki nagybirtokos, felsőházi tag, szintén elvette vizeki Tallián Boldizsár egyik lányát, vizeki Tallián Matild (1821-1888) kisasszonyt. Matild nagyanyja vizeki Tallián Antalné dunaszekcsői Bésán Julianna volt, és örökölve az 1887. december 22.-én kihalt dunaszekcsői Bésán család birtokait, Jankovich József felvette a Jankovich-Bésán kettős nevet. Az uralkodó a birtokai, valamint a kettős vezetékhasználatához való engedélyt, illetve a "dunaszekcsői" nemesi előnevet adományozta neki.
A család mindkét ágának élnek leszármazottai ma is.

## A család leszármazási táblája
Jankovich János (fl. 1642), földbirtokos. Hitvese: brukunyeveczi Mikulics Éva
- A1 István (†1708. május 25.), földbirtokos. Neje: nagygörbői Szűcs Katalin
  - B1 István, 1715-től Somogy vármegye főszámvevője, 1715-től főszolgabíró, földbirtokos, és biszági Geréczy Katalin frigyéből:
    - C1 Katalin (*1726.–†1784). Férje: niczki gróf Niczky Kristóf (*Sümeg, 1725. február 11.–†Buda, 1787. december 26.) tárnokmester, országbíró, királyi személynök. II. József főtanácsadója, a Szent-István-rend lovagja.
    - C2 Krisztina. Férje: szentmiklósi és óvári báró Pongrácz János (*1714.–†Pest, 1792. október 12.), királyi kamarás, földbirtokos.
    - C3 Antal (*1730.–†Szőlősgyörök, 1765. szeptember 30.), horvátországi követ, királyi tanácsos, földbirtokos. Felesége: galánthai Fekete Julianna (*Székesfehérvár, 1734. július 31.–†Öreglak, 1815. június 2.)
      - D1 János (*1753.–†Szőlősgyörök, 1817. május 11.), királyi táblai ülnök 1780 és 1785 között, majd (a józsefi reform idején) a Fellebbviteli Tábla tanácsosa lett 1786-tól és 1789-ig, 1790-ben pedig septemvir, földbirtokos. Felesége: báró Püchler Terézia (*1758.–†Buda, 1852. április 14.)
        - E1 Mária Szidónia (*Pest, 1781. március 17.–1855. április 24.). Férje: gróf verőczei Pejácsevich Antal.
        - E2 Julianna (*Pest, 1782. január 16.–†1835). Férje: zsombolyai és janovai Csekonics József (*Kőszeg, 1757. február 22.–†Pest, 1824. április 26.)
        - E3 Anna (*Pest, 1782. január 16.–†?).1.f.: gróf Klobusiczi és zétényi Klobusiczky Vince (*Kassa, 1780. december 11.–†Kassa, 1813. március 9.) 2.f.: gróf Karl Starzinsky
        - E4 Antal (*Buda, 1784. december 26.–†Buda, 1849. március 14.), királyi kamarás, Verőce vármegye követe, aranysarkantyús vitéz, nagybirtokos. Felesége: gróf németújvári Batthyány Alojzia (*1787.–†1820. május 4.)
          - F1 Stefánia (1814. december 16.–Budapest, 1878. december 14.).[5] Férje: gróf Wenckheim József (*Gyula, 1809. szeptember 9.–Buda, 1869. augusztus 26.), cs. és kir. kamarás, nagybirtokos.[6]
          - F2 László, gróf (*Buda, 1816. október 11. –†Szőlősgyörök, 1895. november 26.), Somogy vármegye főispánja, cs. és kir. valóságos belső titkos tanácsos, a Főrendiház tagja, nagybirtokos (1885. október 3.-án grófi címet kapott). Felesége: vizeki Tallián Rozália (*Ádánd, 1823. március 6.–†Szőlősgyörök,1890. szeptember 6.)
            - G1  Aladár, gróf (*Szőlősgyörök, 1850. július 20.–†Budapest, 1919. április 19.), földbirtokos. Felesége: gróf Klotild Bombelles de la Motte Saint-Liée (*Savenstein, 1853. október 22.–†Balatonlelle, 1930. július 24.)
            - G2 Tivadar, gróf (*Szőlősgyörök, 1856. december 26.–†Szőlősgyörök, 1915. március 30.), földbirtokos. Nőtlen.
            - G3 László, gróf (*Szőlősgyörök, 1860. március 3.–†Szőlősgyörök, 1921. december 1.), Zala vármegye főispánja, földbirtokos. Felesége: gróf Klotild Bombelles de la Motte Saint-Liée (*Savenstein, 1853. október 22.–†Balatonlelle, 1930. július 24.)
              - H1 Anna (*Opeka, 1873. február 5.–†Thurnisch, 1900. április 29.). Férje: Rudolf Warren-Lippit (*Bécs, 1859. január 29.–†Graz, 1938. szeptember 22.)
              - H2 Iván (*Cabuna, 1874. május 14.–†Szőlősgyörök, 1953. május 20.), földbirtokos. Neje: gróf verőczei Pejacsevich Mária Ágnes (*Nógrádludány, 1886. május 18.–†Szőlősgyörök, 1958. szeptember 2.)
                - I1 János Felesége: nemesmiticzi és wezkai Jaross Mária.
                - I2 Antal

              - H3 Aladár (*Cabuna, 1878. június 23.–†Graz, 1932. június 30.), földbirtokos. Neje: gróf Klotild Brandis von Leonburg und Vorst (*Freisten, 1878. március 19.–†Graz, 1932. szeptember 28.)
                - I1 Dénes. Neje: gróf nagykárolyi Károlyi Eufrozina
                - I2 Anna

        - E5 István (*Szőlősgyörök, 1793. július 2.–†Terezovac, 1865. január 25.) földbirtokos. Neje: báró Laffert Amália (*1800–†Szőlősgyörök, 1828. február 6.)
          - F1 József, Jankovich-Bésán (*Szőlősgyörök, 1825. szeptember 8.–†Öreglak, 1914. június 20.), öreglaki nagybirtokos, felsőházi tag (1887. december 22.-én engedélyt kapott a "Jankovich-Bésán" név viselésére). Neje: vizeki Tallián Matild (*Ádánd, 1821. szeptember 23.–†Öreglak, 1888. február 29.).
            - G1 Elemér, Jankovich-Bésán (*Öreglak, 1853. szeptember 20.–†Terezovac, 1917. február 2.), földbirtokos. Felesége: nagymagyari Magyary-Kósa Ilka (*1859–†Budapest, 1908. április 15.).
              - H1 Endre, Jankovich-Bésán, gróf (*Szuhamlaka, 1884. szeptember 24.–†Budapest, 1936. december 13.), földbirtokos, főrendiház tagja, országgyűlési képviselő, a 7. huszárezred kapitánya, (1916. december 30-án grófi címet kapott). Felesége: báró zágoni Szentkereszty Johanna (*Árkos, 1880. május 7.–†Öreglak, 1933. október 13.)
                - I1 Elemér, Jankovich-Bésán, gróf (*Gic, 1908. november 24.), földbirtokos. Neje: báró Hoenning O'Carrol Christianna.

            - G2 Géza, Jankovich-Bésán (*Öreglak, 1857. augusztus 25.–†Somogygeszti, 1904. június 28.), földbirtokos. Felesége: Pozsonyi Katalin (*Toponár, 1863. június 29.–†Budapest, 1956. augusztus 28.)
              - H1 József, Jankovich-Bésán, gróf (*Somogygeszti,  1896. május 8.–†Bécs, 1972. december 24.), földbirtokos, a főrendiház örökös tagja, (1916. december 30-án grófi címet kapott). Felesége: gróf nagylónyai és vásárosnaményi Lónyay Mária Antónia (*Bátyú, 1898. november 28.–†Bécs, 1970. október 1.)
                - I1 Endre, Jankovich-Bésán, gróf (*Somogygeszti, 1922. április 14.–†Kaposvár, 1981. szeptember 12.), földbirtokos. Felesége: pallini Inkey Irén (*Budapest, 1921. március 26.–†Kaposvár, 1976. augusztus 13.)
                - I2 Gyula, Jankovich-Bésán, gróf (*Somogygeszti, 1924. június 29.–†Monaco, 1998. február 28.), földbirtokos. Felesége: gróf köröspataki Kálnoky Terézia (*Csicsó, 1932. július 31.)
                  - J1 Endre, Jankovich-Bésán, gróf (*Kamina, 1959. június 18.–†Bunia, 1960. május 1.)
                  - J2 Mihály, Jankovich-Bésán, gróf (*Bécs, 1960. október 2.). 1.f.: külsővathi és töreki Töreky Andrea (*Budapest, 1969. április 8.). 2.f.: Keim Elisabeth (*München, 1963. október 15.- †Bécs. 2012. február 13.)
                    - K1 (első nejétől) Anna, grófnő
                    - K2 (második nejétől) Jakab, gróf
                    - K3 (második nejétől) Gyula, gróf

                  - J3 Antal, Jankovich-Bésán, gróf (*Bad Homburg, 1961. október 22.), 1994-től a Szent János Közösség tagja. Nőtlen.
                  - J4 Alexandra, Jankovich-Bésán, gróf (*Bad Homburg,1962. október 4.), 1991-től a Szent János Közösség tagja. Hajadon.
                  - J5 Ottó, Jankovich-Bésán, gróf (Bad Homberg, Németország, 1967. december 1. – ) Felesége: Brigitte Prinzessin von und zu Liechtenstein (Bécs, 1967. április 13. – ) II. János Ádám liechtensteini herceg unokatestvére.
                    - K1 Artúr, gróf
                    - K2 Johanna, grófnő

            - G3 Matild Róza, Jankovich-Bésán (*Öreglak, 1854. november 19.–†Aka, 1935. október 4.). Férje: eörményesi és karánsebesi báró Fiáth Pál (*Vörösberény, 1850. március 25. –†Aka, 1939. október 22.) kormánybiztos, főispán, tanácsos.

        - E6 Éva Teréz (*1794–†Dunaharaszti, 1854. április 10.). Férje: báró Laffert Ignác (*Pest, 1792. november 16.–†Dunaharaszti, 1853. szeptember 25.)

## A család címere
Borovszky monográfiája így ír az 1642-ben adományozott címerről: Az ősi czímer, melyet a grófi ág is változatlanul megtartott: hasított pajzs, jobbmezeje vörössel és ezüsttel hétszer vágva, a bal kék mezőben, zöld hármas halmon ágaskodó arany a oroszlán első ballábával csúcsával a halmon nyugvó kivont kard arany markolatát tartja.
Sisakdísz: két fekete sasszárny között három lefelé fordított és ezüsthegyeikkel érintkező aranytollú fekete nyíl, középen vörös szalaggal átkötve. Takarók: kék-arany, vörös-ezüst.

## A család kiemelkedőbb tagjai
- pribéri Jankovich István, 1715-től Somogy vármegye főszámvevője, 1715-től főszolgabíró, földbirtokos.
- pribéri Jankovich Antal (*1730.–†Szőlősgyörök, 1765. szeptember 30.), horvátországi követ, királyi tanácsos, földbirtokos.
- pribéri Jankovich János (*1753.–†Szőlősgyörök, 1817. május 11.), királyi táblai ülnök 1780 és 1785 között, majd (a józsefi reform idején) a Fellebbviteli Tábla tanácsosa lett 1786-tól és 1789-ig, 1790-ben pedig septemvir, földbirtokos.
- pribéri Jankovich Antal (*Buda, 1784. december 26.–†Buda, 1849. március 14.), királyi kamarás, Verőce vármegye követe, aranysarkantyús vitéz, nagybirtokos.
- gróf pribéri és vuchini Jankovich László (*Buda, 1816. október 11. –†Szőlősgyörök, 1895. november 26.), Somogy vármegye főispánja, cs. és kir. valóságos belső titkos tanácsos, a Főrendiház tagja, nagybirtokos (1885. október 3.-án grófi címet kapott).
- gróf pribéri és vuchini Jankovich László (*Szőlősgyörök, 1860. március 3.–†Szőlősgyörök, 1921. december 1.), Zala vármegye főispánja, földbirtokos.
- pribéri és vuchini Jankovich István (*Szőlősgyörök, 1793. július 2.–†Terezovac, 1865. január 25.) földbirtokos.
- pribéri, vuchini és dunaszekcsői Jankovich-Bésán József (*Szőlősgyörök, 1825. szeptember 8.–†Öreglak, 1914. június 20.), öreglaki nagybirtokos, felsőházi tag (1887. december 22.-én engedélyt kapott a "Jankovich-Bésán" név viselésére).
- pribéri, vuchini és dunaszekcsői Jankovich-Bésán Géza (Öreglak, 1857. augusztus 25.–Somogygeszti, 1904. június 28.), lótenyésztő, Somogy vármegyei törvényhatósági bizottság tagja, Somogy vármegye lótenyész-bizottsági elnöke, nagybirtokos.
- gróf pribéri, vuchini és dunaszekcsői Jankovich-Bésán Endre (*Szuhamlaka, 1884. szeptember 24.–†Budapest, 1936. december 13.), földbirtokos, főrendiház tagja, országgyűlési képviselő, a 7. huszárezred kapitánya, (1916. december 30-án grófi címet kapott).
- gróf pribéri, vuchini és dunaszekcsői Jankovich-Bésán József (*Somogygeszti,  1896. május 8.–†Bécs, 1972. december 24.), földbirtokos, a főrendiház örökös tagja, (1916. december 30-án grófi címet kapott).